# Rotlaus
Rotlaus (deutsch entwurzelt) ist eine norwegische Folk-Rock-Band. Die Band wurde 2015 in Ørsta gegründet.

## Geschichte
Die Band entstand im Jahr 2015 und setzte sich zunächst aus Bjørn Marius Øyehaug, Levi André Leite und Simen Rebbestad zusammen. Bjørn Marius Øyehaug, der von 2008 bis 2012 Schlagzeuger in der Band Vassendgutane war, fungierte zunächst als Schlagzeuger und Sänger. Noch im Gründungsjahr wurde mit Simen Bjørdal ein zusätzlicher Schlagzeugspieler in die Band geholt und Øyehaug wurde Sänger und Gitarrist. In der Anfangszeit war die Band hauptsächlich als Coverband tätig. Die erste Single, das Lied Kvilelaus, veröffentlichte Rotlaus im Dezember 2015. Kurz darauf begann die Band mit einem Manager zusammenzuarbeiten.
Im Jahr 2016 kam mit Vegard Hansen ein Akkordeonspieler zur Band hinzu. Im März 2016 gab Rotlaus mit Bygderamp ihr Debütalbum heraus. Das Album stieg auf den zehnten Platz der norwegischen Albumcharts ein und verblieb zunächst nur eine Woche in den Top 40. Im selben Jahr unterschrieb die Band einen Plattenvertrag. Während dieser Zeit war die Band nach eigenen Angaben in großen finanziellen Schwierigkeiten und lebte teils vom Flaschensammeln. Zum Ende des Jahres verließ der Bassist Levi André Leite die Band. Seine Nachfolge als Bassist übernahm für einige Monate Bendik Mork Folkestad, bevor Erik Moe neuer Bassist wurde. Mit der Single Rundt neste sving erlebte die Band zu Beginn des Jahres 2017 ihren bis dahin größten Erfolg. In der Folge zog das Debütalbum erneut in die Albumcharts ein. Insgesamt hielt es sich 57 Wochen in den Charts.
Im Januar 2018 gab Rotlaus mit På vei das zweite Album heraus. Es stieg auf den vierten Platz der Albumcharts ein und hielt sich schließlich über 160 Wochen in den Top 40. Mit dem Lied Berre i natt gelang es ihnen im Frühjahr 2018, erstmals in die Singlecharts einzuziehen. 2018 kam zudem der Bassist Anders Maristuen als Nachfolger von Erik Moe in die Band. Beim norwegischen Musikpreis Spellemannprisen erhielt Rotlaus für das Musikjahr 2018 schließlich Nominierungen in den beiden Kategorien „Durchbruch des Jahres“ und „Album des Jahres“. 2019 pausierte die Band einige Monate. Durch die COVID-19-Pandemie setzte Rotlaus im Jahr 2020 den Konzertbetrieb aus und gab weitere Lieder sowie eine neue Version des Debütalbums heraus. Mit der Single Vakker og vill erreichte die Band im Herbst 2020 den siebten Platz in den norwegischen Singlecharts.
Beim Spellemannprisen 2021 und 2022 erhielt Rotlaus jeweils eine Nominierung in der Kategorie für „Partymusik“. Im Juni 2023 verließ Vegard Hansen die Band. Lars Hammersland wurde im Jahr darauf ein neues Bandmitglied.

## Stil und Rezeption
Im Jahr 2019 wurde die Band vom Norsk rikskringkasting (NRK) genremäßig „zwischen Danseband, Pop und den Hellbillies“, einer norwegischen Country-Rock-Band, verortet. Weiter hieß es, dass die Musik von „ehrlichen Texten zur Melodie von Flöte, Akkordeon, diatonischem Akkordeon, Gitarre und der gefühlvollen Stimme von Bjørn-Marius“ geprägt sei und von manchen auch als „Dorfrock“ bezeichnet werde.

## Auszeichnungen
Spellemannprisen
- 2018: Nominierung in der Kategorie „Album des Jahres“ (für På vei)
- 2018: Nominierung in der Kategorie „Durchbruch des Jahres“
- 2021: Nominierung in der Kategorie „Partymusik“
- 2022: Nominierung in der Kategorie „Partymusik“

## Diskografie

### Alben
| Jahr | Titel     | Höchstplatzierung, Gesamtwochen, AuszeichnungChartsChartplatzierungen (Jahr, Titel, Platzierungen, Wochen, Auszeichnungen, Anmerkungen) | Anmerkungen                           |
| Jahr | Titel     | NO | Anmerkungen                           |
| ---- | --------- | --- | ------------------------------------- |
| 2016 | Bygderamp | NO10 Gold · (57 Wo.)NO | Erstveröffentlichung: 18. März 2016   |
| 2018 | På vei    | NO4 ×2Doppelplatin · (… Wo.)NO | Erstveröffentlichung: 26. Januar 2018 |

Weitere Alben
- 2020: Bygderamp – 2020 Version

### Singles
| Jahr | Titel Album          | Höchstplatzierung, Gesamtwochen, AuszeichnungChartsChartplatzierungen (Jahr, Titel, Album, Platzierungen, Wochen, Auszeichnungen, Anmerkungen) | Anmerkungen                              |
| Jahr | Titel Album          | NO | Anmerkungen                              |
| ---- | -------------------- | --- | ---------------------------------------- |
| 2018 | Berre i natt –       | NO31 Gold · (3 Wo.)NO | Erstveröffentlichung: 25. Mai 2018       |
| 2019 | La dagen vare evig – | NO37 Gold · (1 Wo.)NO | Erstveröffentlichung: 18. Januar 2019    |
| 2019 | Når vi to blir en –  | NO38 Gold · (1 Wo.)NO | Erstveröffentlichung: 3. Mai 2019        |
| 2020 | Gatelongs –          | NO9 Gold · (3 Wo.)NO | Erstveröffentlichung: 13. März 2020      |
| 2020 | Vakker og vill –     | NO7 (3 Wo.)NO | Erstveröffentlichung: 25. September 2020 |
| 2021 | Aldri tilbake –      | NO22 (2 Wo.)NO | Erstveröffentlichung: 19. März 2021      |
| 2021 | Her –                | NO40 (1 Wo.)NO | Erstveröffentlichung: 21. Mai 2021       |
| 2023 | Hald deg fast –      | NO18 (4 Wo.)NO | Erstveröffentlichung: 3. März 2023       |
| 2025 | Høgt over landet –   | NO100 (1 Wo.)NO | Erstveröffentlichung: 23. Mai 2025       |
| 2025 | Rundt neste sving –  | NO98 ×2Doppelplatin · (… Wo.)NO | Erstveröffentlichung: 27. Januar 2017    |

Weitere Lieder mit Auszeichnungen
- 2016: Byjenta (NO: Platin)
- 2016: Ei tid (NO: Gold)
- 2016: Møt mej i minna (NO: Gold)
- 2016: Hald mej tett (NO: Gold)
- 2017: Ei runde til (NO: Platin)
- 2017: Syng mej en song (NO: Platin)
- 2018: Familiens sorte får (NO: Gold)
- 2018: Siste song (NO: Gold)